# Флагшточна війна
Флагшточна війна, (Flagstaff War) також відома як війна Хеке, повстання Хене Хеке і Північна війна, велася між 11 березня 1845 р. і 11 січня 1846 р. в районі Затоки Островів (Bay of Islands) Нової Зеландії. Конфлікт найкраще запам'ятався діями Хене Хеке, який кинув виклик авторитету британців, знищивши флагшток на пагорбі Флагшток (пагорб Майкі) у Корорареці, тепер Расселл. Флагшток був подарунком від Хене Хеке Джеймсу Басбі, першому британському резиденту. Війна включає битву під Корорарекою 11 березня 1845 р., битву при Огаеваї 23 червня 1845 р. та облогу селища Руапекапека з 27 грудня 1845 р. по 11 січня 1846 р.

## Історія
Маорі намагалися вигнати переселенців з британського колоніального поселення Корорарека через порушення Вайтангіського договору 1840 р. та через збільшення колоніального контролю над маорійськими справами. Договір створив правову базу для присутності британців у Новій Зеландії і донині розглядається як документ, який заснував сучасну Нову Зеландію.
Британський флагшток на пагорбі Майкі був знищений чотири рази під час війни, і загалом було вбито близько 170 чоловік. Після численних боїв до кінця війни це вважалося перемогою Британії, але дискусії тривають до сьогодні. Насправді війна закінчилася тупиковою ситуацією, оскільки обидві сторони хотіли припинити бойові дії, і позиції обох сторін залишилися більш-менш однаковими до початку бойових дій.
Флагшток більше не відновлювали. Війна мала велике значення для англійців, оскільки вони зрозуміли, що тубільці не відмовляться від володінь без сильної боротьби. Вважається початком серії Новозеландських земельних воєн.

## Галерея

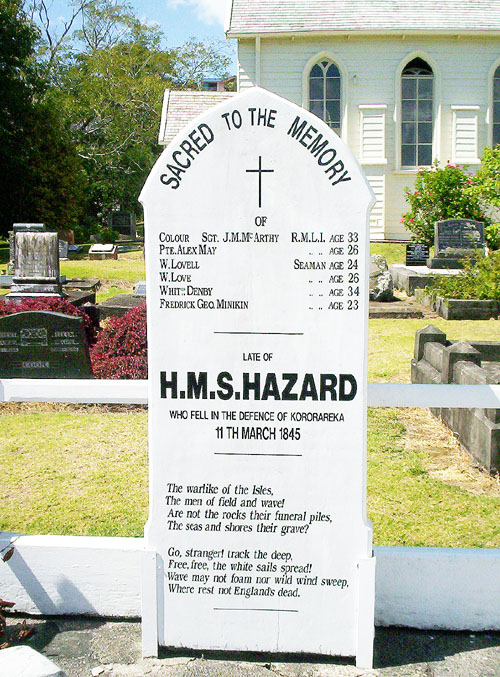
Меморіал в Расселі для членів екіпажу HMS Hazard, що загинули, коли Корорареку спалили
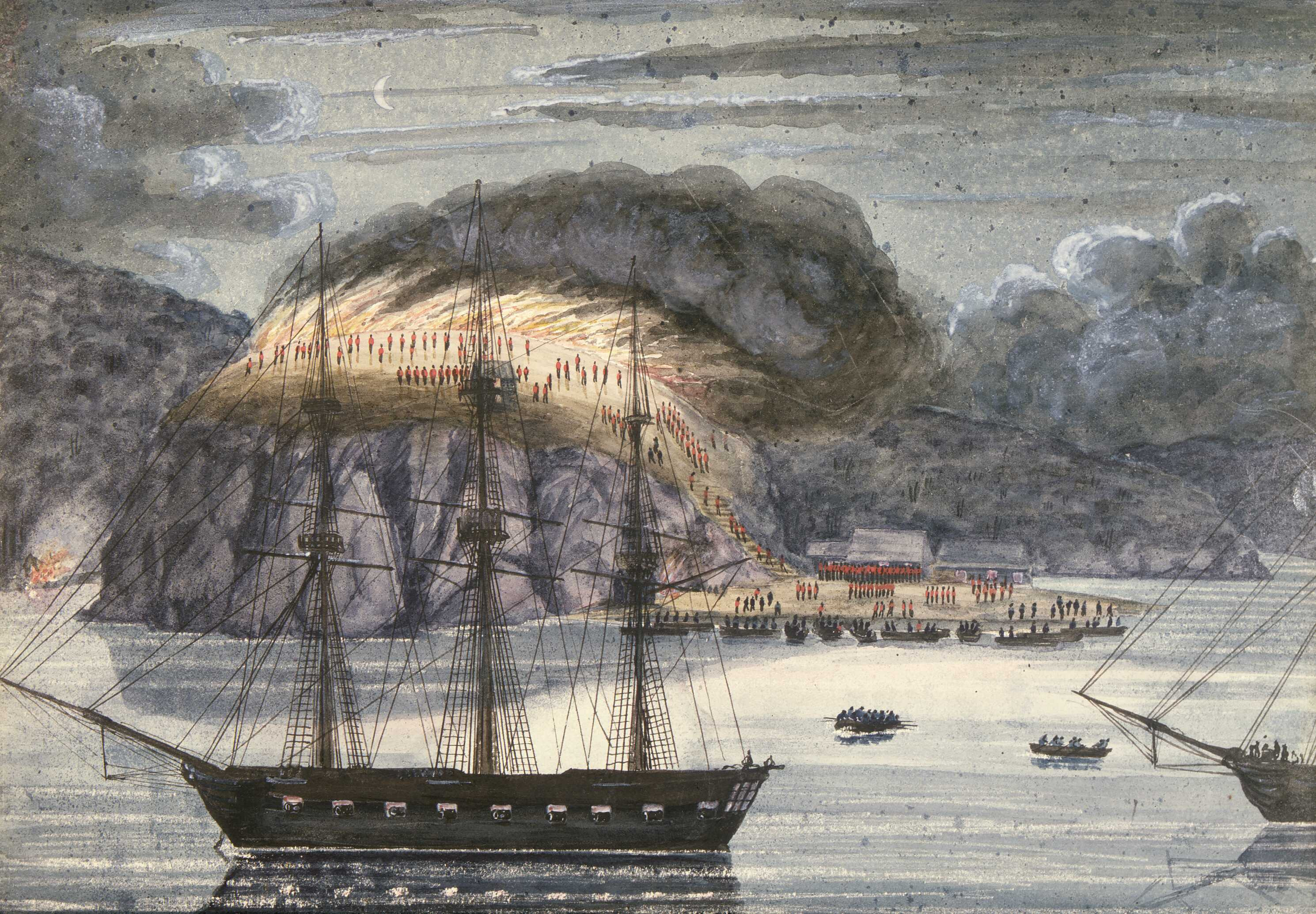
HMS Північна зірка знищує селище Пмаре II, 1845. картина Джона Вільямса.
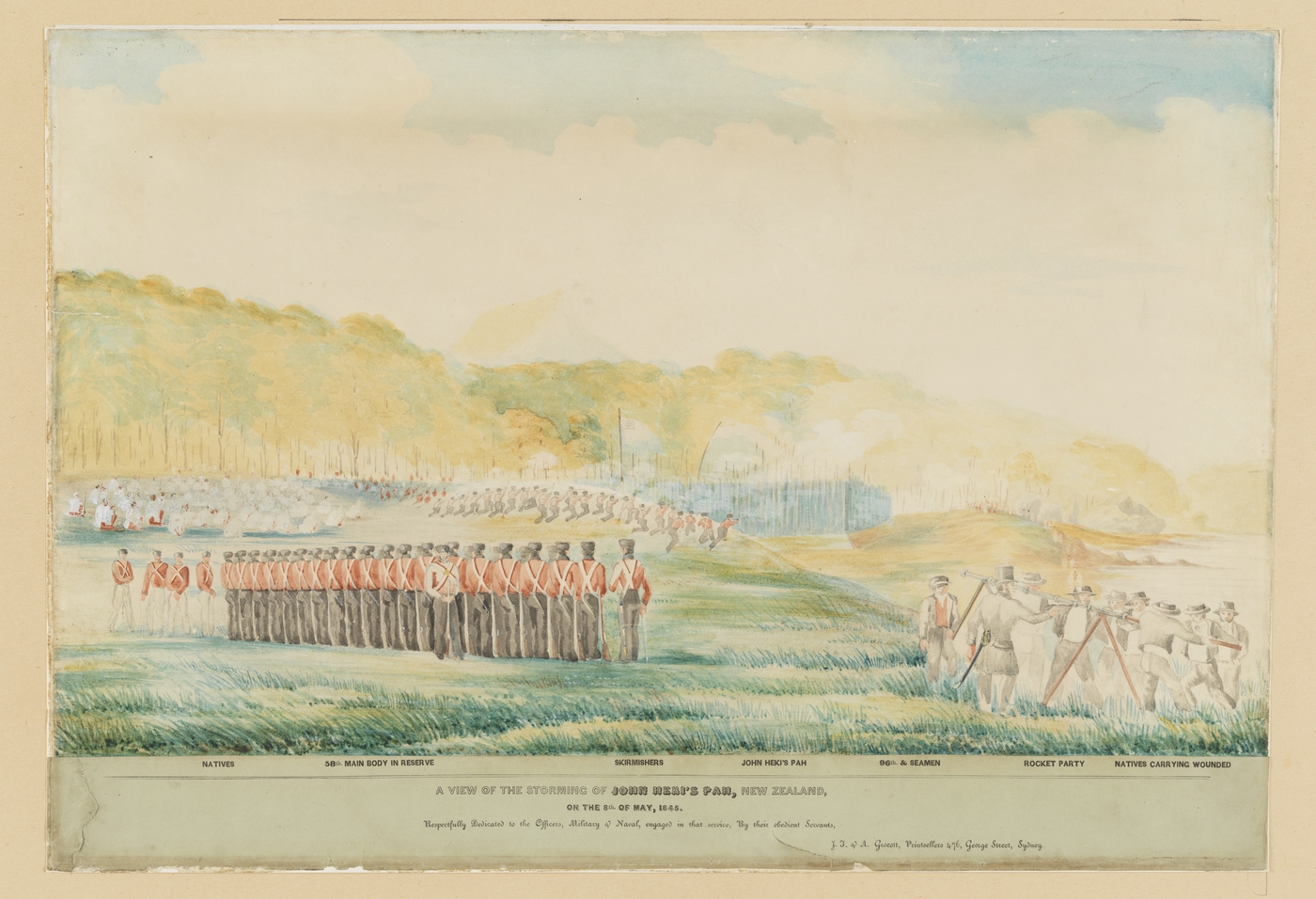
Штурм селища Хене Хеке, Нова Зеландія, 8 травня 1845 року